# وندسور (أونتاريو)

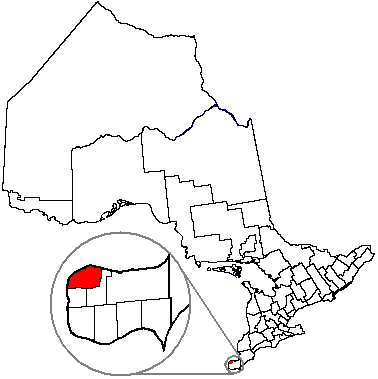
موقع ,وندزر، أونتاريو، كندا

ويندزر (بالإنجليزية: Windsor)‏ مدينة كندية تقع في أقصى جنوب غرب مقاطعة أونتاريو، وفي أقصى غرب حزام مدينة كوبيك-ويندزر. تقع وندزر في محافظة إسكس، إلا أنها منفصلة إداريا عن حكومة المحافظة. تقع المدينة على الجانب الشرقي لنهر ديترويت الذي يفصلها عن مدينة ديترويت في ولاية ميشيغان الأمريكية. تلقب المدينة بمدينة الورد الأحمر.

## التاريخ
قبل الاستكشاف والاستيطان الأوروبي، سكنت الأمم الأولى والأمريكيون الأصليون في وندزر. استوطن الفرنسيون الكنديون في سنة 1749 كمستوطنة زراعية، حيث تعتبر أقدم مستوطنة أوروبية استمرت بالوجود في كندا غرب مونتريال. تمت تسمية المنطقة في البداية باللغة الفرنسية باسم Petite Côte («الساحل الصغير» - مقارنة بالساحل الأطول على جهة ديترويت من النهر). تمت تسميتها لاحقا ب "La Côte de Misère" أي ساحل الفقر بسبب التربة الرملية بجانب لاسال.
ينعكس تراث وندزر الفرنسي في الأسماء الفرنسية لبعض الشوارع مثل «أوليت» و «بلسيير» و «فرانسوا» و «لانجلو» و «بيير» و «مارينتيت» و «لوزون». يعكس نظام وندزر في تقسيم الشوارع (شبكة من المربعات تحتوي على أحياء ممتدة) الطريقة الكندية في تقسيم الأرض الزراعية، حيث كانت المزارع طويلة وضيقة ومطلة على النهر، وعادة ما يكون اسم الشارع الممتد من الشمال إلى الجنوب مماثلا لاسم العائلة التي كانت تزرع تلك الأرض. أما بالنسبة للشوارع المحيطة بوندزر، فقد قسمت وفقا للنظام البريطاني الذي يعتمد على التنازل عن جزء من الأرض. توجد أقلية تتحدث اللغة الفرنسية في وندزر والمناطق المحيطة بها في ليكشور ولاسال وتكمسه.
في سنة 1794، بعد الثورة الأمريكية، تم إنشاء مستوطنة «ساندويتش»، وتمت تسميتها لاحقا بوندزر نسبة لبلدة تقع في بيركشاير في إنجلترا. يحتوي حي ساندوتش غرب المدينة على عدد من أقدم البنايات في وندزر مثل بناية ماكينزي التي بنيت سنة 1855 كمحكمة محافظة إسكس، أما اليوم فيتم استخدام البناية كمركز اجتماعي. أقدم بناء في المدينة هو بيت دف-بيبي الذي بني سنة 1792، حيث تمتلكه وكالة تراث أونتاريو ويحتوي عددا من المكاتب الحكومية. تم بناء بيت فرانسوا بيبي في وسط وندزر سنة 1812، ويحتوي متحف مجتمع وندزر المخصص للتاريخ المحلي.
شهدت مدينة وندزر معركة وندزر خلال ثورة كندا العليا سنة 1837. أنشئت وندزر كقرية سنة 1854 (في نفس السنة التي وصلت فيها القرية مع بقية المدن الكندية باستخدام شبكة القطارات الكندية الوطنية)، ثم أصبحت بلدة في سنة 1858، ثم حصلت على تصنيف مدينة سنة 1892.
اندلع حريق في وسط وندزر في الثاني عشر من أكتوبر سنة 1871، وهو ما أدى إلى احراق أكثر من 100 بناية.
في الخامس والعشرين من أكتوبر سنة 1960، أدى انفجار غاز ضخم إلى تدمير البناية التي تحتوي محل متروبوليتان على شارع أوليت، وهو ما أدى إلى مقتل عشرة أشخاص وإصابة أكثر من مئة شخص بجروح. تم التذكير بالكارثة في صحيفة وندزر «وندزر ستار» في الذكرى الخامسة والأربعين لحدوثها في الخامس والعشرين من أكتوبر سنة 2005، كما تم اعداد حلقة عن الكارثة في برنامج «كوارث القرن» الذي يبثه تلفزيون التاريخ.
غطت النسخة المئوية لصحيفة وندزر ستار سنة 1992 تاريخ المدينة ونجاحها كمركز للقطارات، ومساهمتها في الحرب العالمية الأولى والحرب العالمية الثانية، كما استذكرت الخلاف الذي حصل حول تسمية المدينة سنة 1892 عندما أرادت البلدة أن تتحول إلى مدينة. كانت أكثر الأسماء شيوعا في ذلك الوقت هي «ساوث دترويت» و «ذي فيري» (نسبة للعبارات النهرية التي تصل وندزر ودترويت) و «وندزر» و«ريتشموند» (الاسم المنافس في الشعبية). تم اختيار اسم وندزر لتعزيز تراث المستوطنين الإنجليز الجدد في المدينة، واقتداء بقصر وندزر الواقع في بيركشاير في إنجلترا. مع ذلك، فقد استمر استخدام اسم «ريتشموند» حتى الحرب العالمية الثانية خاصة من قبل مركز البريد المحلي.
كانت بلدات سادويتش وفورد سيتي وووكرفل منفصلات عن وندزر حتى سنة 1935، حيث يعتبرن اليوم أحياء تاريخية تابعة لوندزر. تم إنشاء فورد سيتي كقرية سنة 1912، ثم أصبحت بلدة سنة 1915، ثم أصبحت مدينة سنة 1929. تم إنشاء ووكرفل كبلدة سنة 1890. تم إنشاء ساندويتش سنة 1817 كبلدة بدون تصنيف بلدي، ثم أصبحت مصنفة بلديا كبلدة سنة 1858. تم ضم هذه البلدات إلى وندزر سنة 1935. تم اضفاء الصفة القانونية على بلدات مثل قرى أوجيبواي وريفر سايد المجاورة في سنتي 1913 و 1921 على التوالي، وتم ضمهن إلى وندزر سنة 1966.

## اقتصاد المدينة
اقتصاد المدينة قائم على الصناعات بشكل عام والسياحة والتعليم والخدمات الحكومية وعلى صناعة السيارات بشكل خاص حيث تعتبر عاصمة السيارات الكندية كديترويت بالنسبة للولايات المتحدة حيث تحتوي على مصانع جنرال موتورز (مقرر إغلاقه سنة 2010 بسبب الازمة المالية) وفورد وكرايسلر.

## التركبية الديمغرافية
في عام 2016، بلغ عدد سكان وندزر 217,888 نسمة. في عام 2017، بلغ إجمالي عدد سكان منطقة وندزر الحضرية (التي تتكون من وندزر، تيكومسيه، أمهيرستبورغن لاسال، وليكشور) 344,747 نسمة.يمثل هذا زيادة بنسبة 3.0% في عدد سكان المدينة منذ عام 2011 وزيادة 3.1% في عدد سكان المنطقة الحضرية منذ عام 2011. خلال نفس الفترة، زاد عدد سكان أونتاريو بنسبة 4.6% وكندا بنسبة 5.0%.
تجذب مدينة وندزر الكثير من المهاجرين من جميع أنحاء العالم. في عام 2016، بلغ نسبة المولودين بالخارج 27.7% من سكان المدينة، حينما بلغ نسبة المولودين بالخارج 22.9% من سكان المنطقة الحضرية؛ تعتبر هذه رابع أعلى نسبة لمنطقة حضرية كندية. تشكل الأقليات الظاهرة 25.7% من السكان، مما يجعل مدينة وندزر أكثر متنوعة عرقياً في أونتاريو بعد منطقة تورونتو الكبرى.
في عام 2016، كان عدد سكان وندزر 48.8% ذكور و51.2% إناث. يمثل الأطفال الذين تقل أعمارهم عن 15 عاماً 16.3% من سكان المدينة مقارنة ب16.6% في كندا. يمثل الأشخاص البالغون من العمر 65 عاماً فأكثر 17.6% من السكان في وندزر مقابل 16.9% في كندا. متوسط العمر في وندزر هو 41.4 سنة مقابل 41.2 سنة لكندا.
سكان وندزر يتحدثون الإنجليزية بشكل أساسي، حيث أن 88.5% من السكان لديهم معرفة باللغتين الإنجليزية والفرنسية.
| المجموعة الديمغرافية، 2016 | المجموعة الديمغرافية، 2016 | المجموعة الديمغرافية، 2016 |
| المجموعة                   | عدد السكان                 | نسبة السكان                |
| -------------------------- | -------------------------- | -------------------------- |
| أبيض                       | 156,380                    | 72.0%                      |
| عربي                       | 16,115                     | 7.4%                       |
| أسمر                       | 10,675                     | 4.9%                       |
| جنوب آسيوي                 | 9,640                      | 4.4%                       |
| صيني                       | 7,340                      | 3.4%                       |
| جنوب شرق آسيوي             | 3,365                      | 1.5%                       |
| فلبيني                     | 2,960                      | 1.4%                       |
| الأمم الأولى               | 2,705                      | 1.2%                       |
| أمريكي لاتيني              | 2,670                      | 1.2%                       |
| متيس                       | 2,490                      | 1.1%                       |
| أقليات ظاهرة مختلطة        | 1,830                      | 0.8%                       |
| أقليات ظاهرة أخرى          | 1,295                      | 0.6%                       |
| غرب آسيوي                  | 1,290                      | 0.6%                       |
| كوري                       | 315                        | 0.1%                       |
| ياباني                     | 110                        | 0%                         |
| إجمالي عدد السكان          | 217,188                    | 100%                       |

| الأصل العرقي، 2016 | الأصل العرقي، 2016 |
| الأصل              | النسبة             |
| ------------------ | ------------------ |
| كندي               | 24.7%              |
| فرنسي              | 20.8%              |
| إنجليزي            | 18.0%              |
| أيرلندي            | 13.7%              |
| اسكتلندي           | 12.8%              |
| إيطالي             | 8.8%               |
| ألماني             | 8.4%               |
| بولندي             | 4.1%               |
| صيني               | 3.9%               |
| لبناني             | 3.9%               |
| عراقي              | 3.0%               |
| اوكراني            | 2.9%               |

| الدين      | النسبة |
| ---------- | ------ |
| كاثوليكي   | 41.8%  |
| بروتستانتي | 21.8%  |
| لا ديني    | 20.0%  |
| مسلم       | 6.9%   |
| أرثوذكسي   | 4.1%   |